# 大分県立大分鶴崎高等学校
大分県立大分鶴崎高等学校（おおいたけんりつ おおいたつるさきこうとうがっこう, Oita Prefectural Oita Tsurusaki High School）は、大分県大分市南鶴崎三丁目に所在する県立高等学校。

## 設置学科
- 普通科

## 概要
略称
大分市内での通称は大分県立鶴崎工業高等学校（鶴工（つるこう））と区別するために、「鶴高」（つるたか）と呼ばれている。
歴史
1910年（明治43年）創立の「大分県鶴崎高等女学校」と1942年（昭和17年）創立の「大分県鶴崎中学校」を前身とする。1948年（昭和23年）の学制改革の際に、以上の2校と鶴崎工業学校が統合され、新制高等学校「大分県立鶴崎高等学校」が発足。工業科は1961年（昭和36年）に大分県立鶴崎工業高等学校として分離。2010年（平成22年）に創立100周年を迎えた。
校訓
「克己・友愛・創造」- 1973年（昭和48年）制定。
校章
星と校名に入る鶴を図案化したものを背景にして、中央に「高」の文字（旧字体）を置いている。
校歌
作詞は河西新太郎、作曲は長谷川良夫による。歌詞は3番まであり、各番に校名の「鶴崎高校」が登場する。
同窓会
「鶴朋会」と称している。

## 沿革
旧・鶴崎高等女学校
- 1910年（明治43年）4月 - 鶴崎町立鶴崎高等小学校内に「附近六ヶ町村立鶴崎女子技芸補習学校」が開校。
- 1911年（明治44年）4月 - 「鶴崎町他五ヶ町村学校組合立鶴崎実科高等女学校」と改称。
- 1912年（明治45年）4月 - 「鶴崎町立鶴崎実科高等女学校」と改称。
- 1921年（大正10年）4月 - 「鶴崎町立鶴崎実科高等女子学校」が廃校となり「鶴崎町立実業補習学校」が開校。
- 1931年（昭和6年）5月 - 「大分鶴崎女子家政学校」と改称。
- 1935年（昭和10年）4月1日 - 「大分鶴崎実科高等女学校」と改称。
- 1944年（昭和19年）4月1日 - 中等学校令の改正により、「大分県鶴崎高等女学校」と改称。
- 1948年（昭和23年）3月31日 - 閉校。

旧制・鶴崎中学校（男子校）
- 1942年（昭和17年）
  - 3月 - 「大分県立鶴崎中学校」の設置が認可される。
  - 4月 - 開校。
  - 6月 - 「大分県鶴崎中学校」に改称（「立」が除かれる）。
- 1948年（昭和23年）3月31日 - 閉校。

旧・鶴崎工業学校
- 1906年（明治39年） - 鶴崎町に「私立工業徒弟養成所」が設立される。
- 1915年（大正4年）- 移管により「大分郡立工業徒弟養成所」に改称。
- 1923年（大正12年）- 移管により「大分県立工業学校鶴崎分校」に改称。
- 1931年（昭和6年）- 大分県立工業学校から分離し、「大分県立鶴崎工業学校」として独立。
- 1948年（昭和23年）3月31日 - 閉校。

新制・鶴崎高等学校
- 1948年（昭和23年）
  - 4月1日 - 学制改革（六・三・三制の実施）
    - 大分県立鶴崎中学校、大分県鶴崎高等女学校、大分県立鶴崎工業学校の中等学校3校を統合の上、「大分県立鶴崎高等学校」（新制高等学校）となる。

  - 11月 - 男女共学を開始。
- 1950年（昭和25年）4月1日 - 統合により「大分県立東豊高等学校鶴崎校舎」となる[2]。
- 1953年（昭和28年）4月1日 - 再び「大分県立鶴崎高等学校」として独立[2]。
- 1961年（昭和36年）4月1日 - 工業科が分離の上、大分県立鶴崎工業高等学校として独立。
- 1964年（昭和39年）4月1日 - 「大分県立大分鶴崎高等学校」（現校名）に改称。
- 1965年（昭和40年）9月 - 管理棟が完成。
- 1973年（昭和48年）11月21日 - 校訓を制定。
- 1976年（昭和51年）3月 - 特別教室棟が完成。
- 1981年（昭和56年）2月 - 第1体育館が完成。
- 1985年（昭和60年）3月 - 入学試験において大分地区4校（大分上野丘・大分舞鶴・大分鶴崎・大分東）での合同選抜を開始。
- 1990年（平成2年）3月 - 合同選抜制度の改正により、第七通学区となる（大分鶴崎・大分東の2校合同選抜）。
- 1995年（平成7年）3月 - 合同選抜制度の廃止により、単独選抜を開始。大分県第三通学区となる。
- 2000年（平成12年）9月 - 創立90周年記念式典を挙行。
- 2002年（平成14年）2月 - 普通教室棟が完成。
- 2004年（平成16年）2月 - 第2体育館が完成。
- 2005年（平成17年）7月 - 普通教室にエアコンを設置。

## 学校行事
3学期制
1学期
- 4月 - 始業式、入学式、歓迎遠足、実力考査
- 5月 - 前期生徒総会、中間考査
- 6月 - 大分県高等学校総合体育大会（高校県体）、実力考査、期末考査
- 7月 - クラスマッチ（球技大会）、終業式
- 8月 - 夏休み

2学期
- 8月末 - 始業式、実力考査
- 9月 - 翔鶴祭
- 10月 - 中間考査、後期生徒総会
- 11月 - 2年修学旅行
- 12月 - 期末考査、クラスマッチ（球技大会）、終業式、冬休み

3学期
- 1月 - 始業式、迎春祭
- 2月 - 学年末考査
- 3月 - 卒業式、高校入試、クラスマッチ（球技大会）、終業式、春休み

## 部活動
運動部
- 硬式野球部　新グランド建設予定
- バスケットボール部 
  - 女子バスケットボール部は、ウインターカップや高校総体に出場経験がある。
- バレーボール部（女）
- ハンドボール部（女）
- サッカー部（男）
- 卓球部
- 硬式テニス部（インターハイや全国選抜に出場経験がある。)
- ソフトテニス部（女）
- 弓道部
- 剣道部
- 水泳部
- 陸上同好会

文化部
- コーラス部
- ギター・マンドリン部
- 文芸部
- 新聞部
- 美術・写真部
- 書道部
- 放送部
- JRC （Junior Red Cross）
- 茶道部
- ESS （English-Speaking Society）
- 吹奏楽部
- 舞台映像研究部
- 家庭クラブ
- 科学同好会

## 著名な出身者
- 大野タカシ(タレント)
- 三原修二（元本州四国連絡高速道路社長）
- 杉崎美香(セント・フォース所属フリーアナウンサー)
- 小米良啓太（タレント）
- 一宮里絵（タレント）
- 河田晃兵（サッカー選手・ヴァンフォーレ甲府）
- 鴨川奨（元サッカー選手・名古屋グランパスエイト）
- 生口明宏（サッカー選手・ヴェルスパ大分）
- 三重野勝己（大分放送アナウンサー）
- 林享（元競泳平泳ぎ選手・中京大学水泳部コーチ）
- 石川紗衣（ハンドボール選手）
- 楽駆（俳優）
- 地主恵亮[3]（フリーライター）
- 佐藤あかり（タレント）

## 交通アクセス
最寄りの鉄道駅
- JR九州 日豊本線 「鶴崎駅」下車後、徒歩約15分

最寄りのバス停
- 大分バス 「鶴崎」バス停

最寄りの道路
- 国道197号（愛媛街道）

## 周辺
- 大分市立鶴崎小学校
- 法心寺
- 毛利空桑記念館（大分県指定文化財）
- 乙津川
- 大野川